# Emblema del Guatemala
L'emblema del Guatemala è costituito dall'uccello Quetzal, simbolo di libertà, e la data del 15 settembre 1821 (LIBERTAD 15 DE SEPTIEMBRE DE 1821 in spagnolo), quella dell'indipendenza dell'America Centrale dalla Spagna. Sono presenti anche due fucili e due spade incrociati, che indicano la volontà del Guatemala a difendersi con la guerra se necessario, e dei rami di ulivo, simbolo della preferita pace.
L'emblema fu disegnato dal artista ed incisore svizzero Jean-Baptiste Frener, che visse in Guatemala dal 1854 fino al 1897, anno della sua morte. Venne scelto nel 1871 in occasione dei 50 anni dall'Indipendenza.